# Рънковце
 Тази статия е за селото в Скопско.  За селото в Кумановско вижте Ранковце.  
Рънковце или Рънковци (понякога книжовно Хрънковци, на македонска литературна норма: Р'нковце; на албански: Orkoci, Hërkoci) е село в Северна Македония, в община Липково.

## География
Селото е разположено в западните поли на Скопска Църна гора, в долината на Рънковски поток, приток на Липковска река. Разделено е на три махали: Селманови, Аметови и Данови.

## История
Според местни предания първоначално селото е било православно, славяноезично. Намирало се е над сегашното си местоположение, в местността Селище и е имало много пчелини. Било е унищожено от чумна епидемия, след която оцелява само един старец. По-късно, около 1820 година се заселват преселници от Албания, от племето Бериша.
В края на XIX век Рънковце е албанско село в Кумановска каза на Османската империя. Според статистиката на Васил Кънчов („Македония. Етнография и статистика“) от 1900 година Хрънковци е село, населявано от 50 арнаути мохамедани и 50 цигани.
По време на българското управление на Вардарска Македония през Първата световна война Рънковци е част от Матеишка община в Кумановска околия и има 150 жители.
Според Йован Трифуноски през 40-те години на ХХ век в селото живеят три рода, всички от Бериша, разпределени в 25 къщи.
Според преброяването от 2002 година селото има 21 жители, всички албанци.